# Philippe Tamizey de Larroque
Jacques Philippe Tamizey de Larroque, né le 30 décembre 1828 à Gontaud-de-Nogaret (Lot-et-Garonne) où il meurt le 26 mai 1898 , est un historien, érudit et éditeur français. 

## Biographie
Son père Alexandre avait épousé le 6 mars 1828 Elisabeth-Pauline Delmas de Grammont après avoir en 1813 vainement prétendu à la main de Marie-Fonbonne de Labastide -Cornier, entrée en religion en 1816 à Agen sous le nom de Sœur St-Vincent de Labastide, qui succèdera à Adèle de Trenquelléon à la tête des Filles de Marie.
Philippe Tamizey de Larroque est l'auteur d'une œuvre considérable dans la recherche historique, principalement en Lot-et-Garonne et en Aquitaine, mais aussi au-delà. Membre de nombreuses sociétés savantes (il est l'un des cofondateurs de la Société des bibliophiles de Guyenne), correspondant de l'Institut (Académie des inscriptions et belles-lettres), il a publié ses études dans de nombreuses revues locales, régionales (Revue d'Aquitaine, Revue de l'Agenais…) et nationales (Revue historique, Revue des questions historiques…). Il demeure aussi connu comme la « tête de Turc » favorite de son confrère et néanmoins ami, Jean-François Bladé.
En tant qu'éditeur, il assure la publication de documents historiques, comme la correspondance de Peiresc. En 1864, il est cité parmi les collaborateurs de la nouvelle édition du dictionnaire universel d'histoire et de géographie Bouillet Chassang.
De 1860 à 1870, il est maire de sa commune natale, Gontaud, qui deviendra Gontaud-de-Nogaret en 1965 à la suite de la fusion avec Saint-Pierre de Nogaret.
En 1881, il est élu majoral du Félibrige. En 1884, il reçoit le prix Archon-Despérouses.
Un incendie, le 9 juillet 1895, a détruit la quasi-totalité de sa collection de livres, près de 6 000, ainsi que la plupart de ses manuscrits.

## Œuvres
- Un gentilhomme campagnard entre l'histoire et le crépuscule, journal (1889-1898), réédition 2008, Presses universitaires de Bordeaux
- Notice sur la ville de Marmande Rééd. C. Lacour, 2002

- Essai sur la vie et les ouvrages de Florimond de Raymond, conseiller au Parlement de Bordeaux, Paris, A. Aubray, 1867, 148 p. (lire en ligne sur Gallica)

- Lettres inédites de quelques oratoriens [5]
- Lettres de Jean Chapelain 1632-1640, Imprimerie nationale, Paris, 1880, tome 1, 746 pages.
- Lettres de Jean Chapelain 1659-1672, Imprimerie nationale, Paris, 1883, tome 2, 967 pages.
- Livre de raison de la famille de Fontainemaire, 1740–1774, Agen, 1889
- Lettres de Peiresc aux frères Dupuy 1617-1628, Imprimerie nationale, Paris, 1888, tome 1, 914 pages.
- Lettres de Peiresc aux frères Dupuy 1629-1633, Imprimerie nationale, Paris, 1890, tome 2, 713 pages.
- Lettres de Peiresc aux frères Dupuy 1634-1637, Imprimerie nationale, Paris, 1892, tome 3, 830 pages.
- Lettres de Peiresc à Borrilly, à Bouchard et à Gassendi, Imprimerie nationale, Paris, 1893, tome 4, 634 pages.
- Lettres de Peiresc à Guillemin, à Holstenius, à Menestrier, Imprimerie nationale, Paris, 1894, tome 5, 819 pages.
- Lettres de Peiresc à sa famille, Imprimerie nationale, Paris, 1896, tome 6, 846 pages.
- Deux livres de raison de l’Agenais, suivis d’extraits d’autres registres domestiques et d’une liste récapitulative sur les livres de raison publiés ou inédits, Auch-Paris, L. Cocharaux, 1893 [6].
- L'Amiral Jaubert de Barrault et les pirates de La Rochelle, recueil de pièces rares ou inédites, Paris, A. Picard et fils, 1894, 94 p. (lire en ligne)
- Le maréchal de Biron et la prise de Gontaud en 1580, Revue de l'Agenais, 1896, tome 23, p. 485-495 Lire en ligne et 1897, tome 24, p. 5-13 Lire en ligne.